# کفشک تیردندان
کفشک تیردندان (نام علمی: Atheresthes stomias) نام یک گونه از تیره کفشک‌ماهیان راست‌روی است.